# Rudolf Heekers
Rudolf „Rudi“ Heekers (* 16. Februar 1907 in Düsseldorf; † 1997) war ein deutscher Keramikkünstler und Maler.

## Leben

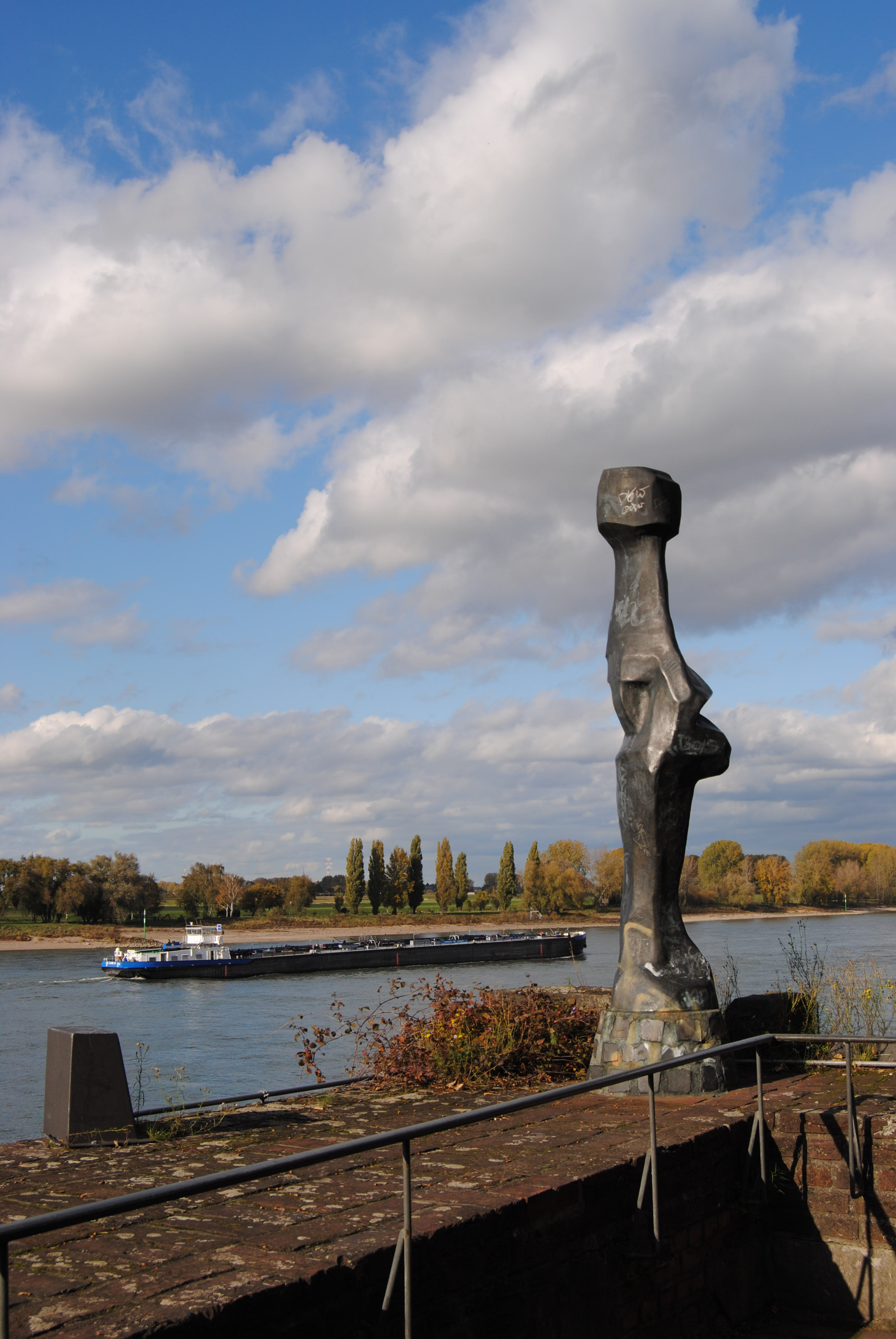
Sidu (1979 in Ton geschaffen, 1980 in Bronze gegossen und auf der Ruine der Kaiserpfalz Kaiserswerth aufgestellt)

Rudi Heekers war Schüler von Jan Bontjes van Beek. Er wurde Mitglied des Vereins der Düsseldorfer Künstler und hatte als „Kunstmaler“ im Künstlerhaus des Vereins spätestens ab 1939 ein Atelier. In den 1940er Jahren war er auf Ausstellungen der Gesellschaft zur Förderung der Düsseldorfer bildenden Kunst vertreten. 1959 schloss er sich der Künstlerkolonie an der Einbrunger Mühle in Wittlaer an. Oft „im Mittelpunkt stehend, lustig und mit großer Klappe“ galt er als „Kommunikator“ der Künstlergemeinschaft, der unter anderem Günther Uecker, Germán Becerra, Horst Lerche, Hannes Esser, Edelhard Harlis, Jochen Hiltmann, Günter Lother, Hermann Raddatz, Kurt Sandweg, Hermann Schauten sowie das Fotografen-Ehepaar Bernd und Hilla Becher angehörten.
Örtlich bekannt wurde Heekers durch Tierskulpturen, Gebrauchskeramik, Bodenvasen aus Keramik und seine großen, abstrakten Tonskulpturen. Unter dem Namen Sidu ist eine von ihnen – gegossen in Bronze – seit 1980 auf den Resten des Klever Turms der Kaiserpfalz in Düsseldorf-Kaiserswerth zu sehen.